# Peperomia nivalis
Peperomia nivalis är en pepparväxtart som beskrevs av Friedrich Anton Wilhelm Miquel. Peperomia nivalis ingår i släktet peperomior, och familjen pepparväxter.

## Underarter
Arten delas in i följande underarter:
- P. n. diminuta
- P. n. compacta
- P. n. lepadophylla
- P. n. sanmarcensis